# Римска Галија
Римска Галија је назив за дијелове Римско царства у којима је на снази био провинцијски режим, а који обухваћају данашња подручја Француске, Белгије, Луксембурга и дијелове западне Њемачке. Римска власт над тим подручјем је трајала 600 година. Започела године 121. п. н. е. када је Римска република освојила јужни руб тадашње Келтске Галије, а освајање је довршио Гај Јулије Цезар поразивши келтска племена у галским ратовима 58-51. п. н. е. Након освајања је локално становништво изложено романизацији, на почетка у градовима, а потом и у руралним подручјима, тако да је до 3. вијека н.е. већина становника говорили латински, а галски тек у изолованим енклавама. Становници Галије у том периоду се стога називају Гало-Римљанима. Римска власт, ослабљена у 4. и 5. вијеку, је у потпуности нестала након побједе германских Франака у битци код Соасона; пошто је године 507. п. н. е. поражено и Визиготско краљевство Тулуз, Франци су готово цијелу некадашњу римску Галију осим Септиманије довели под власт своје династије Меровинга, првих краљева Франачке.